# Dasanapura, Arkalgud
Dasanapura là một làng thuộc tehsil Arkalgud, huyện Hassan, bang Karnataka, Ấn Độ.